# ¿Qué culpa tiene el niño?
¿Qué culpa tiene el niño? (en inglés: Don't Blame the Kid) es una película mexicana de 2016, dirigida por Gustavo Loza y distribuida por Adicta Films. Cuenta con las actuaciones de Karla Souza, Ricardo Abarca, Biassini Segura, Rocío García y Fabiola Guajardo, entre otros.

## Argumento
La película narra la alocada vida de Maru (Karla Souza), una joven de alta sociedad, quien en la boda de sus amigos Arthur (Mauricio Barrientos) y Laura (Sofía Sisniega), se emborracha con sus mejores amigas, Dani (Fabiola Guajardo) y Pau (Rocío García), y se involucra con un hombre mucho menor que ella, al que apodan "La Rana" (Ricardo Abarca).
Despierta en un hotel de la región, desnuda y sin recordar absolutamente nada de lo que pasó el día anterior. Un mes después, se entera de que está embarazada, y tras ver fotos con sus amigas acerca de lo sucedido, no duda en ir a buscar a Renato para que responda por su acto.
Por lo tanto, sus amigas la ayudan con preguntarle a los recién casados, quienes están disfrutando una intensa luna de miel en Dubái, si conocen al tipo, pero ambos lo niegan. Por este motivo, Maru decide ir a buscar a "El Cadáver" (Biassini Segura), el mejor amigo de Renato y quien lo acompañó a la boda. Este hombre, que vive en un mal estado y es sucio, afirma que sabe quién es Renato y le da la dirección a Maru para que acuda a él.
Maru busca a Renato y se topa con la mamá de este, La Rosy (Mara Escalante), una mujer vulgar pero cómica a la vez, quien cuenta la triste historia de su vida y el abandono del padre de Renato. Cuando aparece Renato, discute con Maru de la situación de su embarazo, quien niega que el hijo sea de él pero aun así Maru quiere que responda o de lo contrario, abortará, optando por esta última opción.
Pasan días y Maru hace acciones indebidas como fumar o intentos de aborto, pero Renato la vigila día y noche para que no cometa una locura mayor. Tras no tener la valentía para cometer el aborto, decide comentarle la situación a Renato, quien se emociona al saber que tendrán una vida juntos, pero Maru le aclara que solo tendrán en común al niño y nada más.
Maru invita a Renato a ir a su casa, para que se presente con sus padres (Jesús Ochoa y Mar Carrera), quienes rechazan al muchacho hasta que Maru les dice que está embarazada. Ambos están sorprendidos, pero quieren que ella se case con su novio Juan Pablo (Erick Elias), ella rechaza la idea pues su novio descubrió su engaño y la insulta a través de mensajes de texto.
El Diputado Zamacona, quien está en plena campaña política, quiere cuidar su imagen y por lo tanto, sugiere a Maru que se case con Renato o con Juan Pablo, para guardar las apariencias. Esta, finalmente se decide por Renato, a quien le hace saber que solo estarán casados por las apariencias.
Llega el día de la boda y están invitados la gente del barrio de Renato y los familiares de Maru. Tras casarse, no celebran ni nada por el estilo, por lo que Renato, su madre y el guarura del Diputado, deciden irse de parranda a un bar, donde se embriagan completamente y son arrestados. Al día siguiente, son liberados por Zamacona y los abandona a su suerte.
Maru y Renato planean una farsa de su relación, para presentársela al niño cuando nazca. Entre tanto, deciden irse a una playa, donde tras las diversas humillaciones y rechazos de Maru hacia Renato, él se va con dos españolas a bailar al otro lado de la playa. Maru se presenta celosa y se lo lleva con ella, diciéndole que no tiene celos, pero le tiene que guardar respeto.
En la mañana, a punto de irse, Maru descubre su amor por Renato, seduciéndolo y teniendo relaciones sexuales. En el camino, ella solo le dice que fue un "desliz". 
En su trabajo como repartidor de pizzas, Renato descubre al diputado teniendo relaciones con una prostituta, engañando a su familia con esta mujer. Rápidamente ambos se reconocen y Zamacona trata de evitar que vaya, pero le es imposible.
En el baby shower de Maru, ambos se vuelven encontrar. Para evitar cualquier tipo de confusión, Zamacona intenta convencerlo de hacer un trato, pero Renato simplemente le dice que no será parte de su juego.
En un enojo de Maru con sus padres, se va furiosa de su casa a vivir con Renato y su mamá, donde Renato le muestra que finalizó el video que le presentaran a su hijo, ella está muy emocionada y le agradece por todo, se vuelven pareja formalmente.
Llega el día del nacimiento del bebé, donde todos están muy nerviosos por Maru, pero al presentar al niño, se dan cuenta de que el niño nació con rasgos asiáticos, por lo que se revela que en realidad no era hijo de Renato, sino que él se ofreció a ayudarla. Pau y Dani, de inmediato revisan las fotos de la fiesta y se dan cuenta de que si había un asiático y posiblemente Maru haya pasado la noche con él y no con Renato.
Renato graba un video a su hijo, donde le explica por qué nació con rasgos asiáticos y que si sufre confusión algún día, que no dude en que sus padres realmente lo aman. La película finaliza con el cumpleaños #1 del niño, en el que se ve que Maru y Renato quedan juntos, así como Pau con "El Cadáver" y Dani con Arthur, el que se había casado con Laura. También se puede ver que la señora de Zamacona queda en shock después de todo lo ocurrido y no reaccionará más nunca. Finalmente, todos son felices y termina con una foto de la familia junta.

## Reparto
- Karla Souza como María Eugenia "Maru" Zamacona de la Barquera.[7][8]
- Ricardo Abarca como Renato Zamarripa/"La Rana".[9]
- Biassini Segura como Abel Escobar "El Cadáver".
- Rocío García como Paulina.
- Fabiola Guajardo como Daniela.
- Mara Escalante como Rosy Zamarripa.
- Jesús Ochoa como el Diputado Zamacona.
- Mar Carrera como Nina de la Barquera de Zamacona.
- Erick Elías como Juan Pablo.
- Gerardo Taracena como Plutarco
- Sofía Sisniega como Laura.
- Matthew Adaskes como el Guarura.
- Norma Angélica como la enfermera.
- José María Negri como el Ginecólogo.
- Beng Zeng como el Chino.

## Críticas
Con un buen recibimiento fue aceptada en su país de origen y dada la cantidad de recaudación se posiciona como una de las películas más taquilleras del nuevo cine mexicano. Sin embargo, en su mayoría el filme obtuvo críticas diversas obteniendo un 6.7/10 en la página de IMDb, mientras que en FilmAffinity obtuvo cinco estrellas de diez.